# ケンコー・トキナー
株式会社ケンコー・トキナー（KenkoTokina Corporation. ）は、東京都中野区中野に本社を置く、写真用品・光学製品の製造と販売を主業務とする日本の企業。1957年9月21日設立である。
レンズフィルターの製造・販売では日本国最大手として知られる。取り扱う製品の幅は広い。またHOYAをはじめ、日本国内外の企業の代理店業務を手がける。他にコニカミノルタ、旧コニカ、旧ミノルタが製造したカメラのアフターサービスを請け負っていたが、2022年11月15日をもって終了した。写真ギャラリーも併設する。
なお、代表取締役社長山中徹はHOYAの創業者山中茂の実子であり、現HOYA代表執行役鈴木洋の叔父に当たる。

## 沿革
- 1957年9月 - 東京都中央区日本橋に株式会社ケンコーを設立。「ケンコー」名でフィルターを発売していた写真関連製品の卸問屋である「村上商会（1957年以前に廃業）」から受け継いだ[3]。
- 1974年10月 - 光学製品製造を目的としたケンコー光学（株）を設立。
- 1989年2月 - 光映精機を買収。
- 1992年6月 - 資本金を1億円に増資。
- 1997年4月 - 東京都新宿区に本社を移転。
- 1998年4月 - 株式会社タスコ・ジャパンを買収。
- 2001年3月 - スリック株式会社を買収。
- 2006年7月 - 株式会社ケンコープロフェッショナルイメージングを設立。
- 2007年12月 - 株式会社飛鳥の営業権を買収し、ASKA事業部とする。同27日付けで、藤本写真工業株式会社ならびにアドアメディカル株式会社の全株式を取得し合弁とした[4]。
- 2008年3月 - 藤本写真工業株式会社と合併、藤本写真事業部とする。
- 2010年4月1日 - コニカミノルタフォトイメージング製カメラのアフターサービスをソニーから受託。
- 2011年6月 - 株式会社トキナーと合併、商号を株式会社ケンコー・トキナーに変更。
- 2014年6月16日 - 米 Meade Instruments社のMEADE（ミード）ブランドとコロナドブランド製品の国内販売総代理店として契約を締結。

## 製品一覧

### レンズフィルター
レンズフィルターは安価帯から高級品まで幅広いラインナップである。レンズ保護、UVカットから色温度変換、特殊効果までラインナップしており、フィルター最大手である。
- Kenko ZXシリーズ - フローティングフレームシステムを採用しフィルターガラスへの負荷がゼロに近く、極めて高い平面性を実現している。プロテクトフィルターとNDフィルターを発売。
  - ZXプロテクター - 一部のレンズについてレンズフードと干渉し、レンズフードが着脱しにくくなる場合が報告されている。[5]
  - ZXプロテクター SLIM - 上記のレンズについて、レンズフードと干渉しないように改良されたシリーズ。[6]
  - ZX ND8
  - ZX ND16
- Kenko Zetaシリーズ - ケンコー最高級フィルターシリーズ。プロテクトフィルターとC-PLフィルターとNDフィルターを発売。
  - Zeta Quint プロテクター
  - Zeta Quint C-PL
  - Zeta プロテクター
  - Zeta UV L41
  - Zeta ワイドバンド C-PL
  - Zeta ND4
  - Zeta ND8

- Pro1Dシリーズ - ケンコーで最も種類が多いフィルターシリーズ。様々なバージョンを発売
  - PRO1D plus R-クロススクリーン(W)
  - PRO1D R-クロススクリーン(W) for wide-angle lens
  - PRO1D Lotus プロテクター - 水しぶきや汚れがつきにくいコーティングがされている。
  - PRO1D plus プロテクター(W) - 黒・シルバー枠有り。
  - PRO1D Lotus ND4 - 水しぶきや汚れがつきにくいコーティングがされている。
  - PRO1D Lotus ND8 - 水しぶきや汚れがつきにくいコーティングがされている。
  - PRO1D Lotus ND16 - 水しぶきや汚れがつきにくいコーティングがされている。
  - PRO1D Lotus ND32 - 水しぶきや汚れがつきにくいコーティングがされている。
  - PRO1D Lotus ND64 - 水しぶきや汚れがつきにくいコーティングがされている。
  - PRO1D ND4(W)
  - PRO1D ND8(W)
  - PRO1D ND16(W)
  - PRO1D Lotus C-PL - 水しぶきや汚れがつきにくいコーティングがされている。
  - PRO1D plus WIDEBAND サーキュラーPL(W)
  - PRO1D R72 - 赤外撮影フィルター。
  - PRO1D プロソフトン[A](W) - 光のにじみが美しいソフト効果。
  - グロス カラーフレームフィルター - カラー枠フィルター。全7色のラインナップ。
  - PRO1D ACクローズアップレンズ　No.3 - レンズ先端から33cm以内での撮影が可能になる。
- COKIN 角型フィルターシリーズ - 80種類以上の角型フィルターを発売。
- LEE Filters 角型フィルターシリーズ - 硬質樹脂製とポリエステル製の角型フィルターをラインナップ。
- オムニクリエイティブフィルターシステム

### カメラ用交換レンズ
- Tokina - トキナーブランドの製品に関してはトキナー参照。
- Kenko
  - ケンコーワイドソフトレンズ35mmF4 - 軟焦点レンズ。5群5枚。アタッチメントはφ52mmねじ込み。最短撮影距離0.3m。マウントは交換式でKマウント、オリンパスOM、キヤノンFD、キヤノンEOS、ニコンF、ミノルタMD、ミノルタ/ソニーA、コンタックスRTS/ヤシカ、コニカマウントがある。
  - ケンコーベスタンソフトレンズ45mmF4.5 - ベス単フード外しの描写を再現した軟焦点レンズ。1群2枚+保護ガラス1枚。アタッチメントはφ52mmねじ込み。最短撮影距離0.35m。マウントは交換式でKマウント、オリンパスOM、キヤノンFD、キヤノンEOS、ニコンF、ミノルタMD、ミノルタ/ソニーA、コンタックスRTS/ヤシカ、コニカマウントがある。
  - ケンコーMCソフトレンズ85mmF2.5 - 軟焦点レンズ。3群3枚。アタッチメントはφ52mmねじ込み。最短撮影距離0.8m。マウントは交換式でKマウント、オリンパスOM、キヤノンFD、キヤノンEOS、ニコンF、ミノルタMD、ミノルタ/ソニーA、コンタックスRTS/ヤシカ、コニカマウントがある。
  - ケンコーマクロテレプラスII MC7 - 2倍テレコンバーター。5群7枚。マウントは固定でKマウント、オリンパスOM、キヤノンFD、ニコンF、ミノルタMD、コンタックスRTS/ヤシカマウントがある。
  - ミラーレンズ800mmF8 DX - 8群8枚。Tマウント。
  - ミラーレンズ500mmF6.3 DX - 6群7枚。Tマウント。
  - ミラーレンズ400mmF8 N II S - 反射光学系を利用したミラーレンズ。2群6枚。
  - ミラーレンズ400mmF8Ⅱ - 反射光学系を利用したミラーレンズ。2郡6枚。アタッチメントはφ67mmねじ込み。最短撮影距離1.15m。マウントはニコンF、キヤノンEF、ソニーA、ペンタックスK、マイクロフォーサーズ、ソニーE、富士フイルムX、キヤノンEF-M、ニコン1がある。
  - ミラーレンズ400mmF8 - 2群6枚。マウントは、ニコンF、キヤノンEF、ソニーA、ペンタックスK、ニコン1、マイクロフォーサーズ、ソニーE、富士フイルムX、キヤノンMがある。
- MILTOL
  - MILTOL400mmF6.7ED
  - MILTOL200mmF4
- テレプラス - テレコンバーターレンズ
  - HD Pro - テレプラスPRO300の光学仕様を一新した高画質タイプのテレプラスHD Pro。
  - HD - キヤノン一眼レフカメラ用テレプラス。EFレンズだけでなくEF-Sレンズにも対応。
  - MC4/MC7 - 50mmレンズを基準に設計した、高倍率ズームにも対応できる汎用テレプラス。広角～200mmレンズ用。
  - PRO 300 - 300mm F2.8での使用を前提に光学設計。大口径超望遠レンズにマッチした望遠専用テレプラス。50mm～超望遠レンズ用。
  - HD pro 2X DGX
  - MC4DGX
  - PRO3001.4XDGX
  - PRO3002XDGX

- その他
  - KDF-025 - コンパクトデジタルカメラ用の全周魚眼コンバージョンレンズ。3群4枚。φ49.5×36mm。
  - DSLR - スライドデジコピア。4群6枚。56.5mmF3.5。
  - ピンホールレンズ02

### カメラ

#### フィルムカメラ[7]
- 一眼レフカメラ
  - KF-1N/KF-1N BK - ニコンFマウントマニュアルフォーカスカメラ。本体色はシルバーとブラック。
  - KF-2N - ニコンFマウントマニュアルフォーカスカメラ。
  - KF-3YC - ヤシカコンタックスマウントマニュアルフォーカスカメラ。
  - KF-4PK - ペンタックスKマウントマニュアルフォーカスカメラ。
- コンパクトカメラ
  - Z60D
  - Mini-F Date/Mini-F - オートデート付きと、オートデート無しのの2種類。
- インスタントカメラ
  - KC-TY01 - 感熱紙を使用するモノクロインスタントカメラ。2020年9月18日発売

#### デジタルカメラ
- コンパクトカメラ
  - DSC Pieniシリーズ
  - KCシリーズ
    - KC-ZM08 - 2024年6月14日発売
    - KC-WP06 - 2023年7月28日発売
    - KC-AF05 - 2022年11月18日発売
    - KC-03TY - 2021年7月9日発売

  - DSCシリーズ
    - DSC-200WP - 2019年7月12日発売
    - DSC-PRO14 - 2016年11月発売
    - DSC-180WP - 2016年7月発売
    - DSC-1480DW - 2015年8月20日発売
    - DSC-1655Z - 2014年10月20日発売
    - DSC-880DW - 2013年7月5日発売
    - DSC-1650Z - 2013年4月20日発売
    - DSC-50NTP
    - DSC-808W - 2012年7月25日発売
    - DSC-1600 - 2012年7月17日発売
    - DSC1450Z - 2011年2月15日発売
    - DSC-1200Z - 2010年8月16日発売
    - DSC-1400Z - 2010年8月発売
    - DSC-935Z - 2010年3月発売
    - DSC-925Z - 2008年9月発売

  - OCEANSシリーズ
    - OCEANS DSC-830P
    - OCEANS DSC-1230P
    - OCEANS DSC-80Z

  - pixmoシリーズ
    - pixmo DSC-180 - 2013年6月20日発売
    - pixmo DSC-100 - 2012年7月17日発売
    - pixmo DSC-90 - 2010年8月10日発売

  - その他
    - DSC mini - 2012年5月28日発売

#### ビデオカメラ（ハンディーカム）
- KCシリーズ
  - KC-Z4K10
  - KC-NS07V
- DVSシリーズ
  - DVS-580W
  - DVS-508W
  - DVS-A10FHDIR
  - DVS-900FHD
  - DVS-600FHD
- VSシリーズ
  - VS-PJ800FHD
  - VS-80FHD
  - VS-70-3D
  - VS-60FHD
  - VS-50FHD
  - VS-30FHD
  - VS-FUN mini
  - VS-FUN IR
  - VS-FUN II
  - VS-FUN III
- その他
  - ViewSlim DVS2500HD
  - AEE MagiCam SD19A

### 三脚・一脚
- SLIK三脚
  - カーボンシリーズ
    - グランドプロ シリーズ
    - カーボンマスター シリーズ
    - システムカーボン シリーズ
    - ライトカーボン シリーズ
    - エアリーカーボン シリーズ - トラベル用三脚

  - プロシリーズ
    - ザ プロフェッショナル シリーズ
    - プロ シリーズ
    - プロフィール2 シリーズ
    - マスター シリーズ
    - グランドマスター シリーズ
    - エイブル シリーズ

  - デジタルシリーズ
    - スプリント シリーズ
    - エアリー シリーズ - トラベル用三脚

  - Uシリーズ
  - アルプス
  - 動画撮影用三脚
- Kenko三脚
- 天体撮影用三脚
- SLIK DAIWA
- 雲台
- その他カメラ保持機材

### カメラバック・ケース
- アオスタ
- タムラック - アメリカ生まれのカメラバッグブランド。
- PROTEX
- ケンコー
- アクセサリーケース

### 撮影機材・用品
- ライティング用品
  - Kenko AIフラッシュ AB600-R
  - Metzストロボ
  - LUME CUBE
  - 露出計
  - ライティングレフ・ディフューザー
- 撮影補助・機材保護用品
  - 液晶保護ガラス KARITESシリーズ
  - Zéta Super Slim 液晶保護ガラスシリーズ
  - 液晶プロテクターシリーズ
  - アツデン（AZDEN）のガンマイク型マイクロフォン
- 手入・保管・管理
  - クリーニング用品
  - 防湿剤
  - スライド用品
  - トリミング・編集機材
  - 引伸し関連製品

### 写真額縁・写真立て
- アルミ額縁
- 木製額縁
- 写真立て
- 肖像額縁・慰霊額縁
- ダイレクトフレーム（マットなし）

### 双眼鏡
安価帯のものから高級品まで幅広く販売している。安価帯ではトイグレード製品も生産している。
- 防振タイプ - 手ブレ補正機能付き双眼鏡。
- ハイクラス ダハタイプ
- ハイクラス ポロタイプ
- スタンダード ダハ・ポロタイプ
- コンパクト ダハタイプ
- コンパクト ポロタイプ

### 単眼鏡
- 防振タイプ - 手ブレ補正機能付き単眼鏡。
- ノーマルタイプ
- レンジファインダー・ゴルフスコープ
- 暗視スコープ
- ルーペ兼用単眼鏡

### 天体望遠鏡
安価帯のものから高級品まで幅広く販売している。安価帯ではトイグレード製品も生産している。
- MEADE（ミード）
  - AZMシリーズ - 赤道儀式の望遠鏡。
  - EQMシリーズ - 経緯台式の望遠鏡。
- MEADE ETX - 上級者向けモデル。コンピューター制御自動導入天体望遠鏡。
- スカイエクスプローラー
- NEWスカイエクスプローラー - 上級者向けモデル。
- NATIONAL GEOGRAPHIC
- MILTOL天体観測キット
- SKY WALKER - 天体望遠鏡の入門機
  - SKY WALKER SW-0 - 対物レンズ有効系50mmの屈折式望遠鏡。
- 天体望遠鏡用アイピース
- 自動追尾赤道儀 スカイメモ - ポータブル赤道儀としてスカイメモシリーズがある。
  - スカイメモP - 初代機。モータードライブ部分のモーターは800Hzの音叉式。電源はAC100VまたはDC12V。当初富士電子工業が開発し発売していたが、その後ケンコーが扱うようになった。
  - スカイメモQ - モータードライブ部分に水晶発振制御による日本パルスモーター製モーターを採用した。タイミングモーターは逆回転ができないため南天では使用できない。ウォームホイールの歯数は144枚。電源はDC12V。
  - スカイメモST - スカイメモQをほぼそのまま大型化し積載可能重量を増やしたモデル。モータードライブ部分に水晶発振制御によるコパル（現日本電産コパル）製モーターを採用した。ウォームホイールの歯数は180枚。電源はDC12V。
  - スカイメモR
  - スカイメモRS
  - スカイメモRS 60th-Ltd.セット - ケンコー・トキナーの創立60周年モデル。
  - スカイメモS - コンパクト赤道儀。
  - スカイメモＴ - スマートフォンで操作する、超軽量コンパクト赤道儀。
- 撮影・観測用アクセサリー

### ルーペ・拡大鏡
- メガネルーペ
- 手持ちルーペ
- 携帯用ルーペ
- 置き型ルーペ
- 装着型ルーペ
- その他ルーペ

### 顕微鏡
- Do Natureシリーズ-  教育用の顕微鏡シリーズ。
- スマホで使えるPC顕微鏡
- 冒険キット
- マイクスタンド

### スマートフォン用レンズ・機材
- REAL PRO
- BEASTGRIP
- SNSマスター
- SNAPZOOM

### ラジオ・充電器・スキャナー
- ラジオ
- 充電器
- スキャナー
- 耐震マット他

### 健康・美容・調理
- KireiとGenki
- 熱中症計
- 集音器
- 血圧計
- ケアツール
- クッキングエコシート

### 介護用品
- 杖
- 歩行車
- 車いす
- 車いす用アクセサリー
- トイレ・バス用品
- 生活支援
- プラティークシリーズ

### セキュリティー製品
- カメラハウジング
- フィクサー
- 旋回台・コントローラー
- CCTVレンズ
- 取付金具
- マシンビジョン用レンズ

### FA製品
- テクノライト
- マクロレンズ
- LED照明
- ラインセンサーカメラ用レンズ
- アクセサリー
- 工業用光学フィルター

### 医療用Ｘ線撮影装置
- 診断用Ｘ線装置
- 回診用Ｘ線撮影装置
  - adore MX-116、adore MX-1100H - 院内用ポータブル。
- 耳鼻科用Ｘ線撮影装置
- ポータブルＸ線撮影装置
  - PX-20HF plus、PX-20BT、PX-100CA、PX-20BTmini - 往診用ポータブル。
- 耳鼻科用ＣＴ撮影装置
  - adore ENT-125 - 耳鼻科用。エックス線管球は東芝電子管デバイス製。

## 主な子会社
- スリック株式会社
- 株式会社ケンコープロフェショナルイメージング（KPI） - 海外ブランドの業務用カメラや照明等を取り扱う代理店
- 株式会社ケンコーオプティクス
- 株式会社サイトロンジャパン
- 株式会社ケンコー光学
- 株式会社フレンド光学

- Sightron, Inc.
- COKIN KT s.a.s.u.